# Carpenters (album)
Carpenters – trzeci album w dyskografii duetu The Carpenters. Ukazał się nakładem wytwórni A&M Records 14 maja 1971 r. pod numerem katalogowym SP 3502. Zawiera m.in. takie przeboje jak: „For All We Know”, „Rainy Days and Mondays”, „Superstar”. Album dotarł do pozycji #2 zestawienia Billboard 200 oraz otrzymał status platynowej płyty.
Na charakterystycznej okładce stylizowanej na dużą kopertę po raz pierwszy pojawiło się logo firmowe duetu. Na większości utworów wokalistką jest Karen Carpenter.

## Lista utworów
Strona A
1. „Rainy Days and Mondays” (Roger Nichols, Paul Williams) – 3:40
2. „Saturday” (John Bettis, Richard Carpenter) – 1:20
3. „Let Me Be the One” (Nichols, Williams) – 2:25
4. „(A Place To) Hideaway” (Randy Sparks) – 3:40
5. „For All We Know” (Fred Karlin, Arthur James, Robb Wilson) – 2:34

Strona B
1. „Superstar” (Bonnie Bramlett, Leon Russell) – 3:49
2. „Druscilla Penny” (Bettis, R. Carpenter) – 2:18
3. „One Love” (Bettis, R. Carpenter) – 3:23
4. „Bacharach/David Medley”: – 5:25
  1. „Knowing When to Leave"
  2. „Make It Easy on Yourself"
  3. „(There's) Always Something There to Remind Me"
  4. „I'll Never Fall in Love Again"
  5. „Walk On By"
  6. „Do You Know the Way to San Jose"
5. „Sometimes” (Henry and Felice Mancini) – 2:52

## Twórcy
- Hal Blaine – instrumenty perkusyjne
- Dick Bogert – inżynier dźwięku
- Karen Carpenter – śpiew, instrumenty perkusyjne
- Richard Carpenter – aranżacja, orkiestracja, instrumenty klawiszowe, śpiew
- Jack Daugherty – producent
- Ray Gerhardt – inżynier dźwięku
- Jim Horn – reeds, wind
- Norm Kinney – asystent inżyniera dźwięku
- Bob Messenger – gitara basowa, reeds, wind
- Joe Osborn – gitara basowa
- Doug Strawn – instrumenty klawiszowe, reeds, wind
- Guy Webster – okładka
- Roland Young – kierownictwo artystyczne

## Single

### For All We Know (Theme from Lovers and Other Strangers)
Singiel 7” wydany w USA w 1971 przez A&M Records (A&M 1243)
1. „For All We Know „
2. „Don't Be Afraid"

### Rainy Days and Mondays
Singiel 7” wydany w USA w 1971 przez A&M Records (A&M 1260)
1. „Rainy Days and Mondays"
2. „Saturday"

### Superstar
Singiel 7” wydany w USA w 1971 przez A&M Records (A&M 1289)
1. „Superstar"
2. „Theme from Bless the Beasts and Children"